# Mrgavan
Mrgavan là một đô thị thuộc tỉnh Ararat, Armenia. Dân số ước tính năm 2011 là 1961 người.